# Calodendrum capense
«  Cape chestnut » redirige ici. Pour les autres significations, voir Cape et Chestnut.
Espèce
Calodendrum capense (appelé localement Cape chestnut, « châtaignier du Cap ») est une espèce d'arbres africains d'abord étudiée près du Cap, en Afrique du Sud, aujourd'hui largement cultivée pour sa prolifique floraison.

## Répartition
Il est natif de l'est du continent africain, dans la partie équatoriale des hautes-terres du Kenya et sa limite nord se situe au sud des montagnes isolées de Tanzanie, des deux côtés du lac Malawi, sur le plateau du Mashonaland et la partie est des hautes-terres du Zimbabwe ; on le trouve ainsi sur les pentes du Drakensberg en Afrique du Sud, et dans les forêts côtières entre Port Elizabeth et Le Cap.

## Description
Le Châtaignier du Cap peut atteindre 20 mètres de hauteur en forêt, mais, en culture, il est plutôt susceptible d'atteindre 10 mètres avec une large canopée. 
Le tronc est lisse et gris ; les feuilles sont elliptiques (ovales), atteignant 22 centimètres de long et 10 centimètres de large. 
Il produit de grandes fleurs roses sous la forme d'une panicule qui couvre sa canopée au début de l'été.
Ses fruits sont des capsules globuleuses d'environ 3,5 cm de diamètres contenant une dizaine de graines noires. Ses graines sont consommées par les oiseaux et les singes. 
L'huile obtenue à partir de ses graines, connue sous le nom d'« huile de yangu » (Yangu oil), est utilisée pour les soins de la peau car la protection qu'elle offre contre les ultraviolets, sa teneur en acides gras essentiels, en anti-oxydants et son odeur agréable la destine à un usage cosmétique.

Châtaignier du Cap
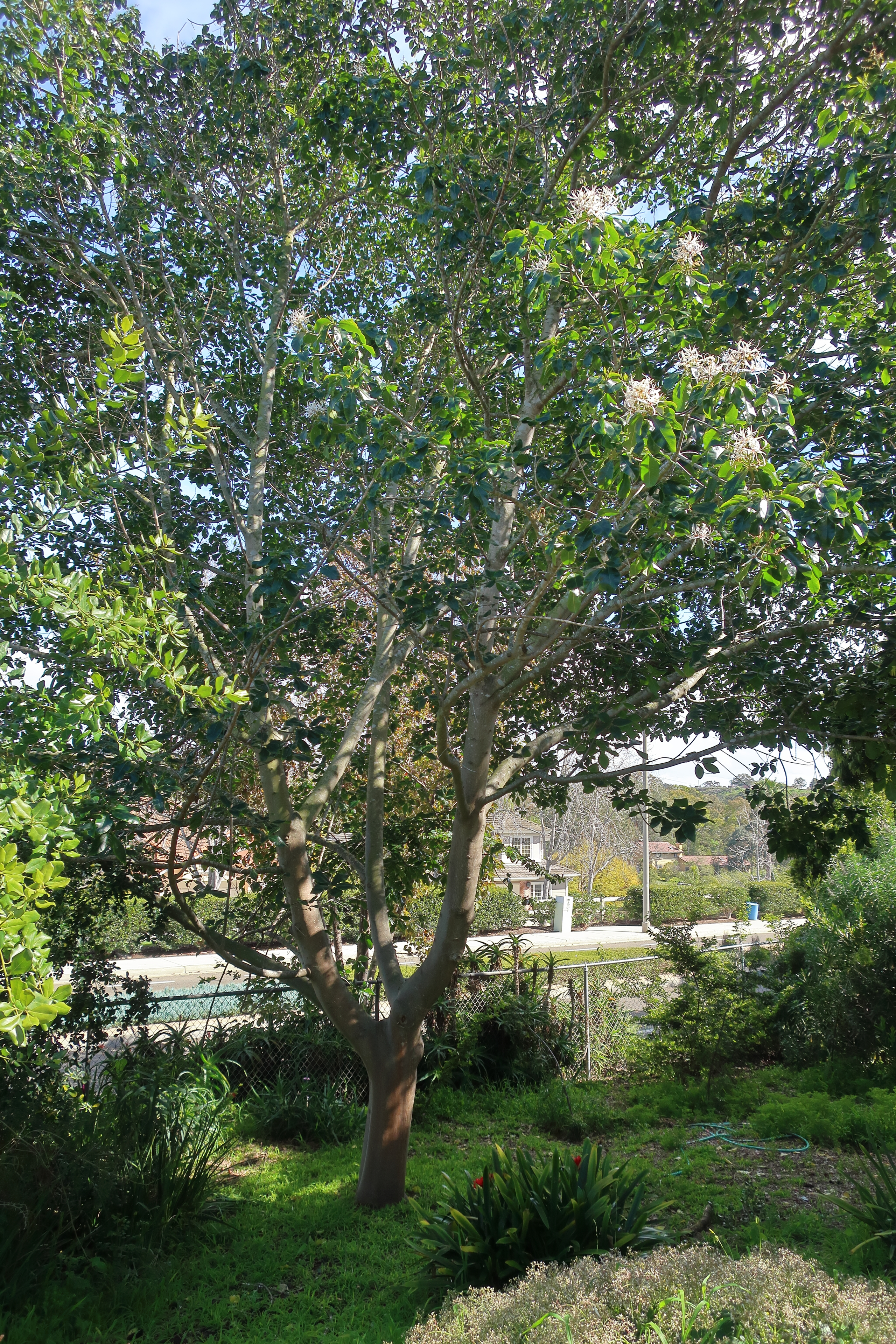
Arbre, Jardin botanique de San Diego, Californie, USA
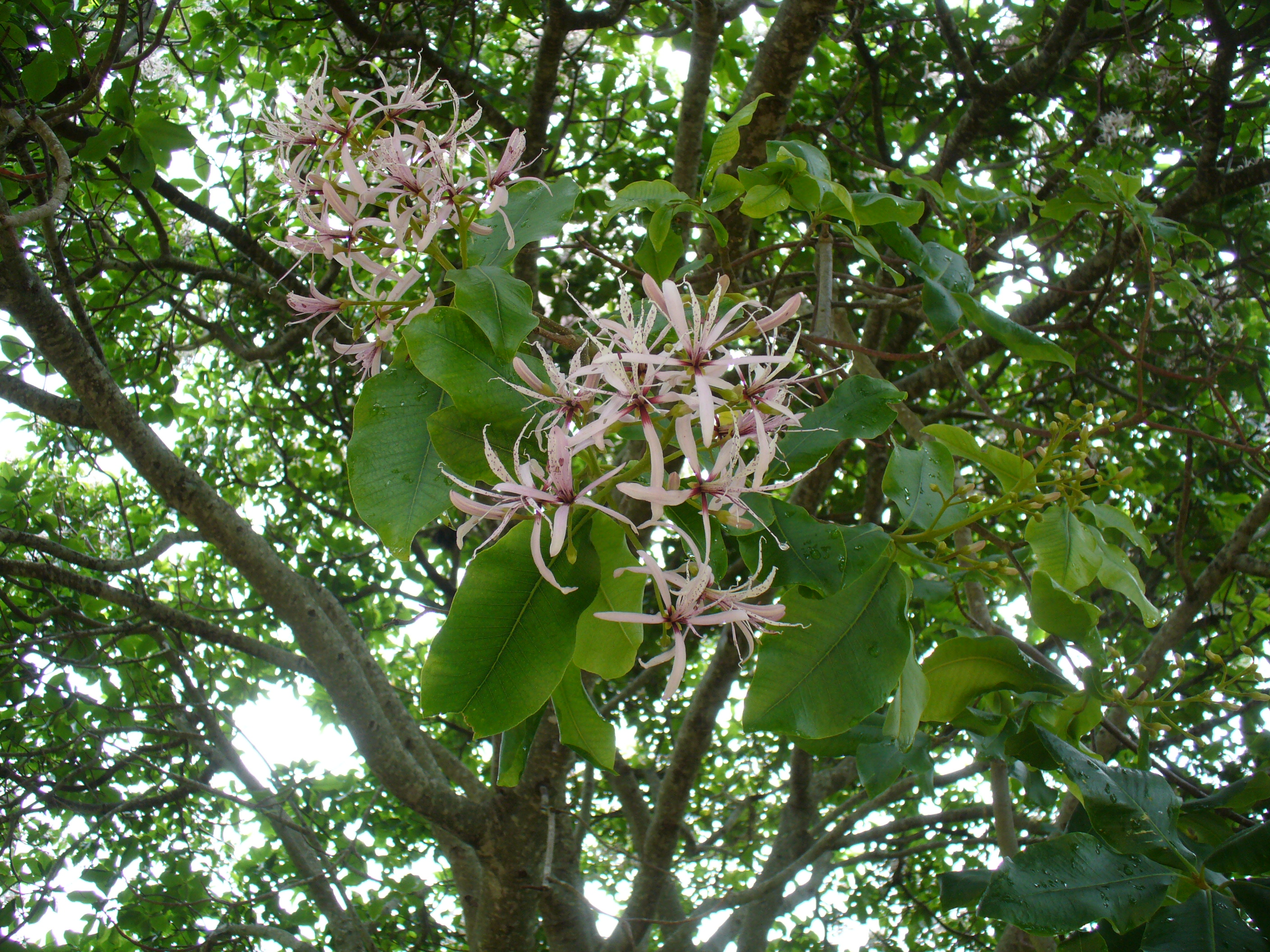
Arbre en fleurs, Jardin botanique national de Kirstenbosch, Le Cap, Afrique du Sud
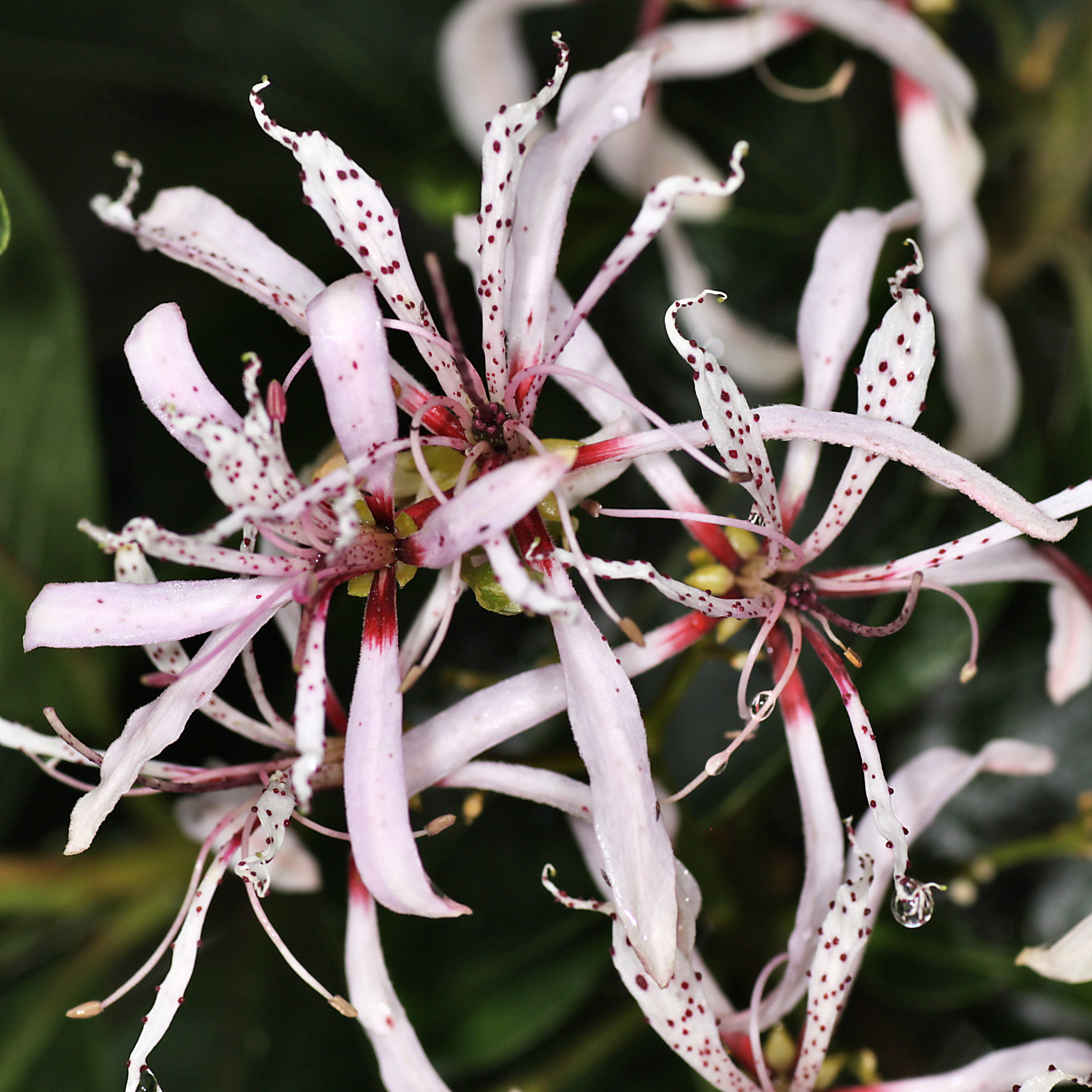
Fleurs
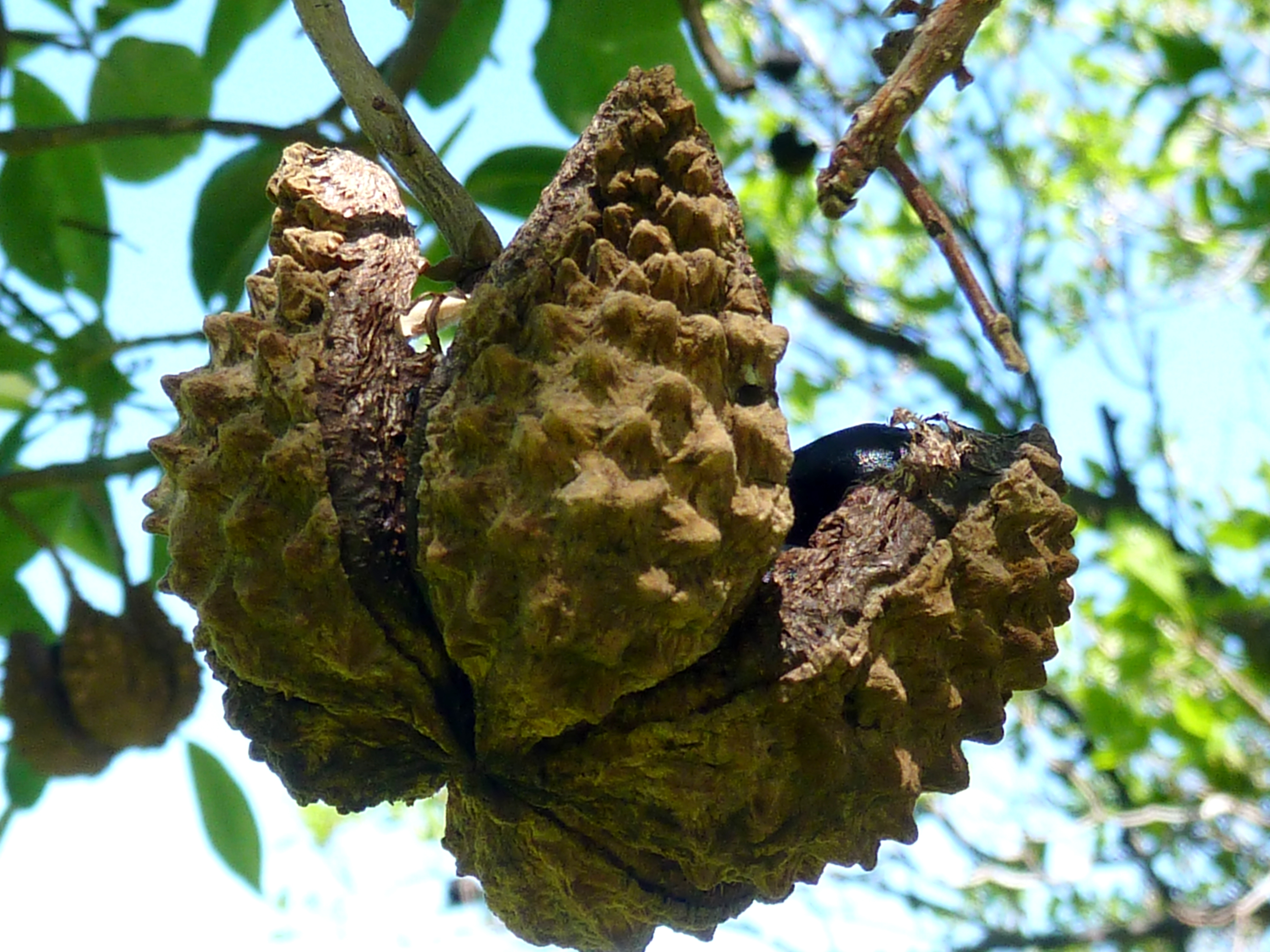
Fruits
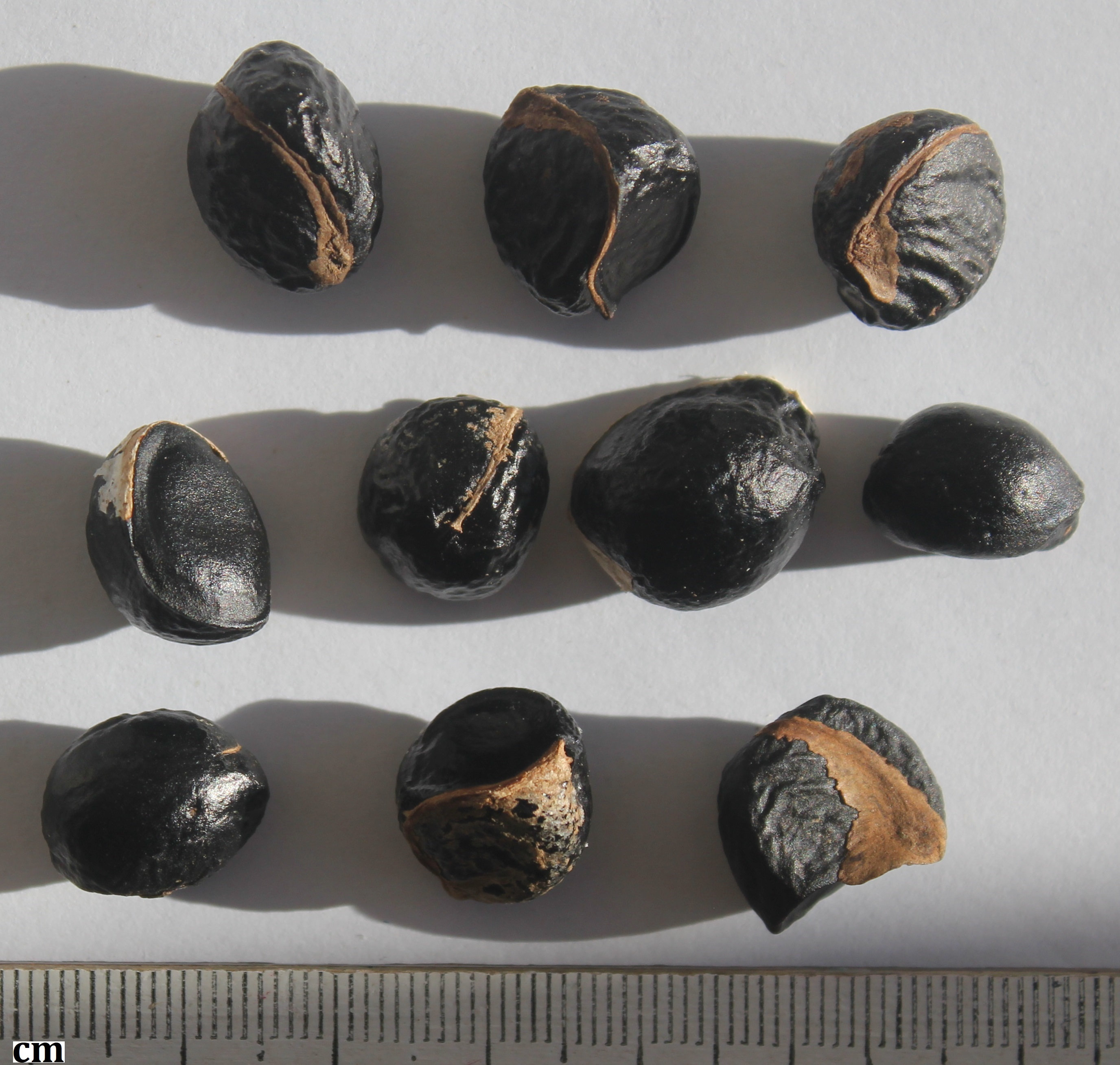
Graines